# Boulaincourt
Boulaincourt ([bulɛ̃ˈkuʁ] ) ist eine französische Gemeinde mit 63 Einwohnern (Stand: 1. Januar 2022) im Département Vosges in der Region Grand Est (bis 2015 Lothringen). Sie gehört zum Arrondissement Neufchâteau (bis 2024 Épinal) und ist Mitglied im Gemeindeverband Communauté de communes de Mirecourt Dompaire.

## Geografie
Die Gemeinde Boulaincourt liegt im Xaintois, 42 Kilometer nordwestlich von Épinal und 40 Kilometer südlich von Nancy. Das Gemeindegebiet ragt wie ein Sporn nach Norden in das Département Meurthe-et-Moselle hinein.
In Boulaincourt entspringt der Ruisseau de la Grosse Fontaine, der in Richtung Süden zum Mosel-Nebenfluss Madon entwässert. Abgesehen von der Siedlungsfläche und kleinen, 15 Hektar umfassenden Waldstücken im Norden besteht das Gemeindegebiet aus Acker- und Grünland. Unmittelbar nördlich von Boulaincourt erhebt sich die markante Colline de Sion mit dem Turm Signal de Vaudémont auf 541 Meter über dem Meer.
Nachbargemeinden von Boulaincourt sind Forcelles-sous-Gugney im Norden, Bouzanville im Osten, Frenelle-la-Grande im Süden sowie Fraisnes-en-Saintois im Westen.

## Geschichte
Im Jahr 877 wurde in der Gegend ein Ort namens Bodelincurte erwähnt. Ob es sich um Boulaincourt handelte, ist aber unsicher.
Der Chor der ehemaligen Kirche wurde vermutlich im 14. Jahrhundert errichtet, das ehemalige Bürgermeister- und Schulgebäude (mairie-école) stammt aus dem Jahr 1867.

### Bevölkerungsentwicklung
| Jahr                       | 1962 | 1968 | 1975 | 1982 | 1990 | 1999 | 2010 | 2021 |
| Einwohner                  | 49   | 53   | 50   | 39   | 37   | 37   | 70   | 65   |
| Quellen: Cassini und INSEE |      |      |      |      |      |      |      |      |

In den Jahren 1841 und 1846 wurden mit 153 Bewohnern die bisher höchsten Einwohnerzahlen ermittelt. Die Zahlen basieren auf den Daten von cassini.ehess und INSEE.

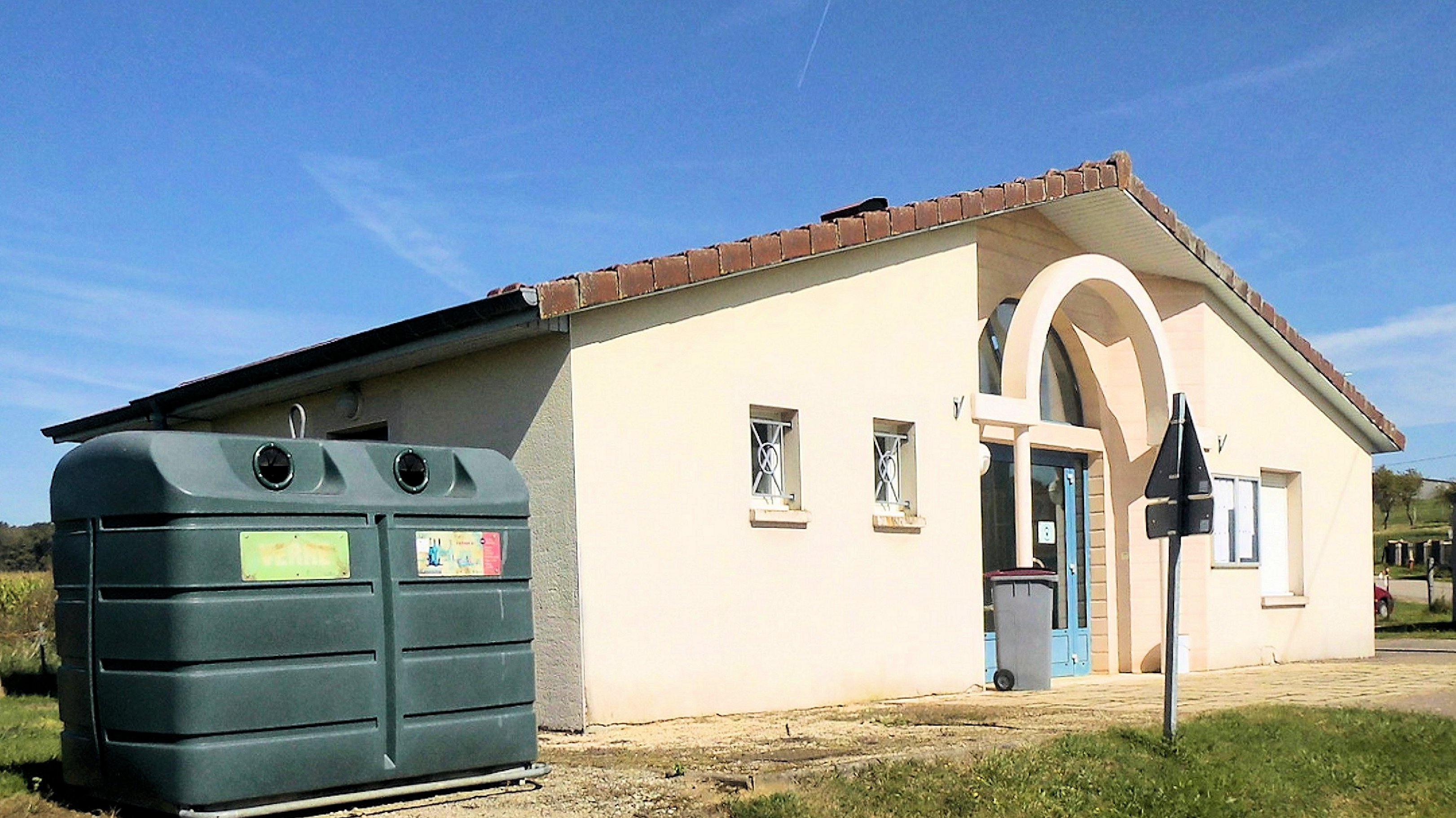
Mairie Boulaincourt

## Sehenswürdigkeiten
Von der Mariä-Himmelfahrt-Kirche (Église de l’Assomption de Notre-Dame), die wegen Einsturzgefahr abgerissen wurde, blieben nur zwei Wände erhalten. In die Wandfenster wurden die Kirchenglocken eingelassen. Gekrönt wird dieses Denkmal vom Wetterhahn der ehemaligen Kirche.
|  |  |

## Wirtschaft und Infrastruktur

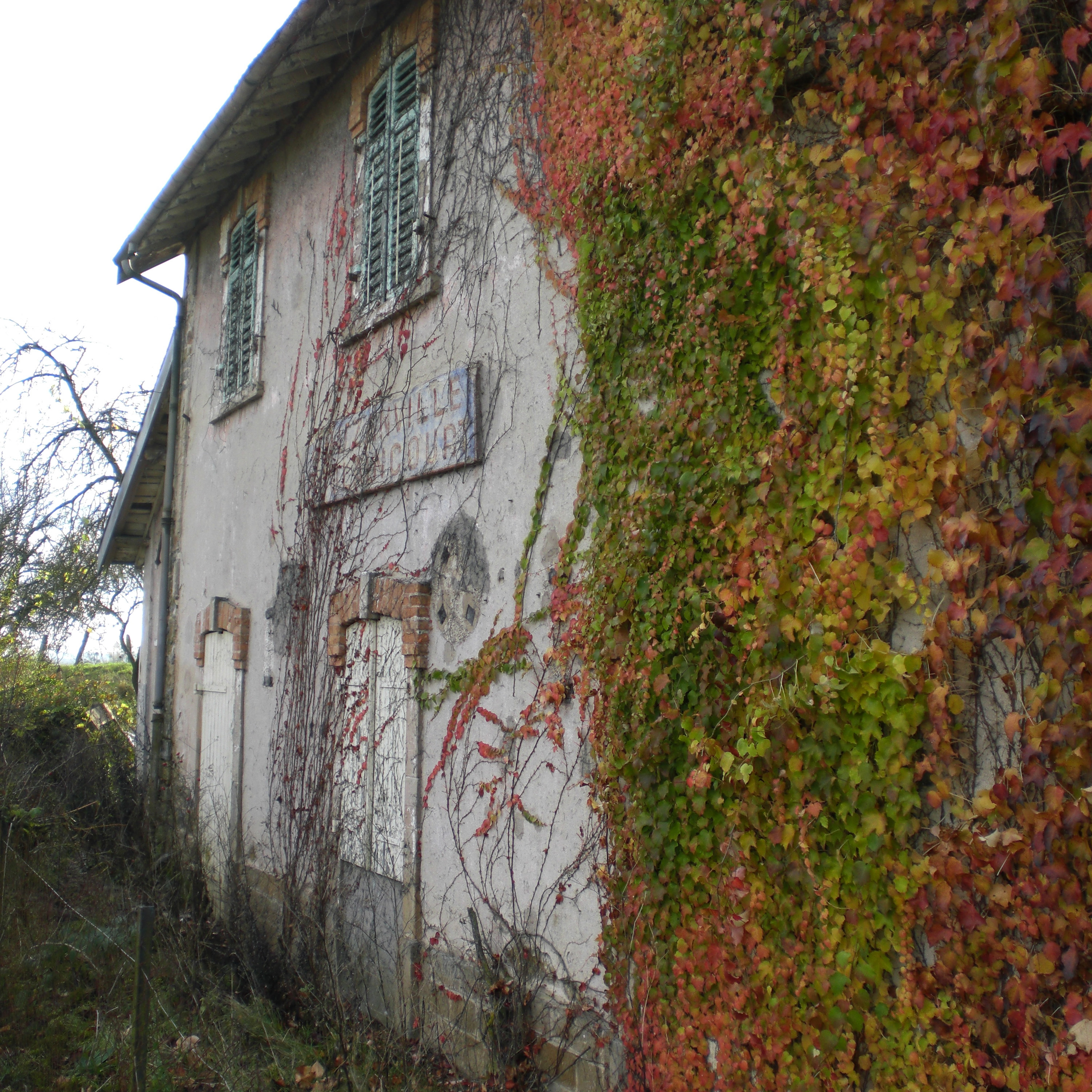
Ehemaliger Bahnhof Bouzanville-Boulaincourt

Die Landwirtschaft spielt in Boulaincourt und Umgebung nach wie vor eine wichtige Rolle. In der Gemeinde sind vier Landwirtschaftsbetriebe ansässig (Getreideanbau, Milchwirtschaft).
Das Dorf liegt abseits der überregionalen Verkehrsströme. Neun Kilometer südlich des Dorfes verläuft die teilweise zweistreifige RN 66, die von Épinal über Mirecourt nach Neufchâteau führt.
Durch die Gemeinde führt die Bahnlinie von Nancy über Mirecourt und Vittel nach Merrey, die von der TER Lorraine betrieben wird; der nächste Haltepunkt liegt im vier Kilometer entfernten Diarville.

## Belege
1. ↑  vosges-archives.com: Archives communales de Boulaincourt (1613-1963) (Memento vom 26. November 2015 im Internet Archive; PDF; 101 KB, französisch)
2. ↑  Boulaincourt auf cassini.ehess
3. ↑  Boulaincourt. INSEE
4. ↑  Landwirtschaftsbetriebe auf annuaire-mairie.fr (französisch)